# دهستان بتنی
دهستان بتنی (به لاتین: Beteni Gewog) یک دهستان در کشور بوتان است که در ناحیهٔ تسیرنگ واقع شده‌است.